# Polymerurus entzii
Polymerurus entzii is een buikharige uit de familie Chaetonotidae. Het dier komt uit het geslacht Polymerurus. Polymerurus entzii werd in 1882 voor het eerst wetenschappelijk beschreven door Daday. 